# Haus der Handelskrankenkasse
Das Geschäftshaus Haus der Handelskrankenkasse, früher Haus der Deutsche Dampfschiffahrts-Gesellschaft Hansa oder auch Hansehaus, in Bremen-Mitte, Martinistraße 26, stammt von 1913–1925 und wurde 1950 wieder aufgebaut.
Das Gebäude steht seit 1973 unter Bremischen Denkmalschutz.

## Geschichte
Bis 1913 blieb das viergeschossige Kaufmannshaus Schlachte 6 mit der Renaissance-Giebelfassade und seinen fünf Speicherluken erhalten. Das 8,90 Meter breite Haupthaus wurde um 1590 errichtet und rechts daneben etwas später ein 3,90 Meter breites, viergeschossiges Giebelhaus über dem später zugeschütteten Flusszugang zum Ulenstein hinzugefügte. Beide stufigen, barockisierenden Giebel waren mit kleinen fialartigen Obelisken verziert.
Das Kontorgebäude der Reederei der Deutschen Dampfschifffahrts-Gesellschaft „Hansa“ an der Martinistraße 26, Schlachte 6 und der Zweiten Schlachtpforte wurde von 1912 bis 1915 nach den Plänen der Architekten Heinrich Wilhelm Behrens und Friedrich Neumark gebaut. Bereits 1888 hatte die Reederei dafür die verschiedenen Grundstücke gekauft und vereinigt. Darauf entstanden die beiden dreigeschossige Giebelhäuser, die durch ein Zwischenbauwerk verbunden sind. Bei beiden Giebelhäuser wurden Teile zweier Hausgiebel aus der Renaissance von um 1570 bzw. 1630 einbezogen. Die beiden barocken, dreigeschossigen, stufigen oberen Giebelfelder wurden wie ihre Vorgängerbauten aus der Martinistraße mit je zehn kleinen Obelisken als Fialen verziert. Das Portal von um 1600 stammte von dem abgerissenen Haus Schlachte 6.
Im Zweiten Weltkrieg wurde das Haus 1944 weitgehend zerstört. Das Geschäftshaus wurde von 1950 bis 1953 in der früheren Form nach den Plänen von Arnold Bischoff und Peter Ahlers wieder aufgebaut und dabei die Innenarchitektur der Büroräume an die zeitgemäße Entwicklung angepasst.
1981 (andere Quellen 1983) erwarb die Handelskrankenkasse das Gebäude, in dem sich seitdem ihre Hauptverwaltung befindet.
Vor dem Gebäude steht seit 1971 der bronzene Adler auf einem steinernen Sockel von Hans Wimmer aus München. Der Adler soll an die Hanse und die Reederei Hansa erinnern.